# Тростянець (Парафіївська селищна громада)
Тростянець — селище в Україні, в Парафіївській селищній громаді Прилуцького району Чернігівської області. До 2020 року центр Тростянецької сільської ради, до якої входили також села Барвінкове і Верескуни. Населення становить 924 особи.

## Географія
Селище Тростянець знаходиться на північному сході району на річці Тростянець з групою ставків. Через селище проходить автомобільна дорога Р68. За 1 км на схід — село Васьківці. Відстань від Чернігова — 178 км (автошляхами — близько 198 км), до Ічні — 35 км (автошляхами — 40). Найближча залізнична станція — Рубанка на лінії Бахмач-Ромни за 20 км.
Площа селища близько 6 км². Висота над рівнем моря — 116 м. Через село протікає струмок, який на території дендропарку утворює став.

## Історія

### Рання історія села до початку XX століття

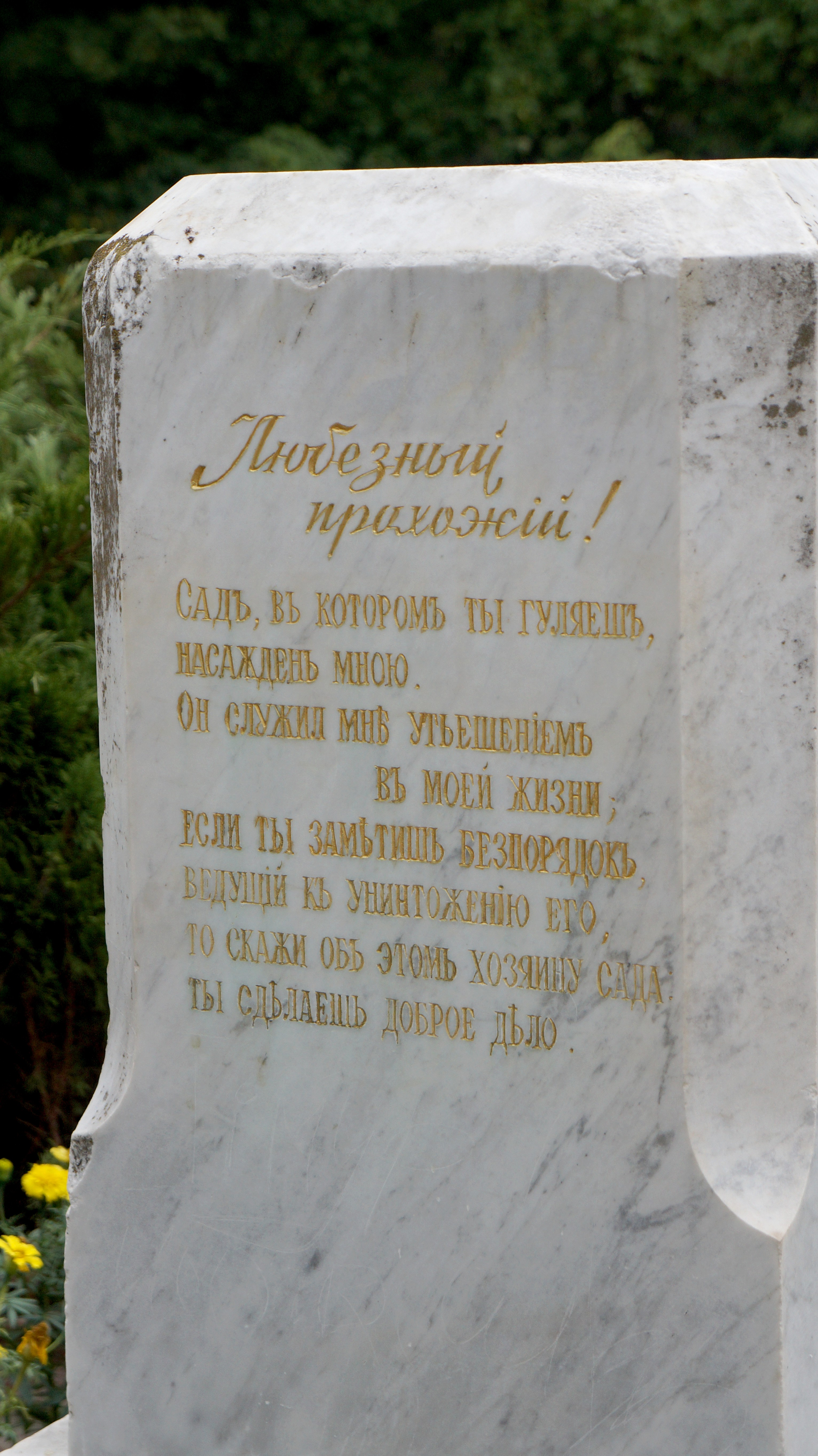

Вперше Тростянець згадується в історичних джерелах в зв'язку з нападом на нього 27 квітня 1629 загону польської шляхти, внаслідок якого селище було повністю зруйноване. Пізніше, на початку XVIII століття на цьому місці з'явився хутір Тростянець (Крячів). Володів ним козак з села Васьківці І. Хоружий. Хутір входив в Срібнянському сотню Прилуцького полку, а після ліквідації полкового устрою — в Іваницький волость Прилуцького повіту.
У 1820 році хутір купила родина Скоропадських. Через тринадцять років тут почалося будівництво палацу і підсобних приміщень економії, а в наступному році навколо палацу більш ніж на 20 десятинах було закладено парк. Всі роботи виконували кріпаки, приписані до сіл Болотниця, Васьківці і хутору Тростянець.
Садиба, яка включала великий дерев'яний будинок з баштами та чотири флігелі, була споруджена у 1833 році поблизу струмка Тростянець, що був використаний для створення системи ставків. Шляхом поглиблення балок і насипання гребель було створено Великий став, завдовжки 1,3 км і завширшки біля греблі майже 100 м. В 1834 році по берегах ставка зроблені перші посадки дерев парку. Спочатку висаджували ялини, тополі, дуби, клени, липи, берези та інші дерева місцевої породи.
Завдячуючи вдачі Івана Михайловича Скоропадського, Тростянець став культурним центром: у будинку господаря щотижня збиралися місцеві поміщики і проводили диспути, ділилися враженнями від літературних новинок, влаштовували концерти. Постійними гостями Скоропадського були Галагани, Тарновські, Милорадовичі, Маркевичі. На сцені домашнього театру виступали знамениті на той час українські музиканти Заремби — Владислав Іванович і його син Сигізмунд. Мандрівні лірники й кобзарі, яких Скоропадський обдаровував з особливою щедрістю, виконували старовинні думи й пісні.
У садибі Скоропадських була велика колекція предметів української старовини, портретів визначних діячів. Іван Михайлович дуже любив, щоб у його маєтку було багато гостей, і тому вся садиба, усі великі й малі флігелі, постійно заселялися приїжджими. Тут місяцями жили письменники, художники, артисти. У Тростянці подовгу перебував і творив свої полотна видатний живописець Микола Миколайович Ге. Він, до речі, намалював портрети Скоропадського і всіх членів його сім'ї. Портрет Івана Михайловича роботи Ге близько 30 років зберігався у Прилуцькому музеї, але потім його вивезли до Чернігова. Тепер портрет експонується в обласному художньому музеї.
З 1840 року парк почав поповнюватися екзотичними породами дерев, що доставляються з Петергофського і Ризького парків, Нікітського ботанічного саду й саду І. Н. Каразіна під Харковом. У тому ж році були розпочаті роботи по насадженню дерев за межами парку у вигляді смуг і окремих компактних гаїв площею від 0,5 до 15 десятин. Кожна посадка складалася з дерев однієї чи кількох порід. До середини XIX століття парковий комплекс на степовій рівнині включав великий деревно-чагарниковий асортимент: за першою інвентаризацією насаджень парку 1886 року видовий склад налічував 623 види та форми, з них 161 — хвойних, 462 — листяних, у тому числі дуба — 50 видів і форм, клена — 60, ясена — 37, ільмових — 34, липи — 27, берези — 16, тополі — 18, горобини — 17, ялини та ялиці — 51, сосни — 22, туї — 32, ялівцю — 25 видів та форм.
Напередодні селянської реформи 1861 року на хуторі налічувалося 11 дворів і 89 кріпаків. За рахунок  відрізків значної частини панської землі, якою до реформи користувалися кріпаки Васьківців, Болотниці, Тростянця та інших сіл, Скоропадський збільшив територію економії і парку. Тільки у селян села Бережівка він відрізав 216 десятин польової землі. Коли ж 18-19 квітня 1862 року селяни виступили проти цього на їх думку беззаконня, Скоропадський викликав війська. Після реформи колишнім тростянецьким кріпакам згідно зі статутною грамотою визначався на душу наділ орної землі в середньому менше двох десятин. Селянські родини за наполяганням Скоропадського були переселені на інші землі за 2 км від Тростянця, де утворився хутір Таралківщина.
На мапі Шуберта 1869 року - хутір Скоропадського.
Після реформи у маєтку Скоропадського, тепер вже вільні селяни, на продаж вирощували в основному зернові культури та цукрові буряки. Під посівами перебувало більше 900 десятин землі, у тому числі під зерновими культурами — до 700 десятин. У другій половині XIX століття в Тростянці діяли цегельний завод і два млини. На хуторі велися роботи по розширенню парку. Новий проект парку, який ґрунтувався на принципах іррегулярного (ландшафтного) трактування природи, що було нововведенням в парковому будівництві, склали відомі фахівці паркової справи — колишні кріпаки з Петергофу брати Ілля та Олександр Євстигнєєви.

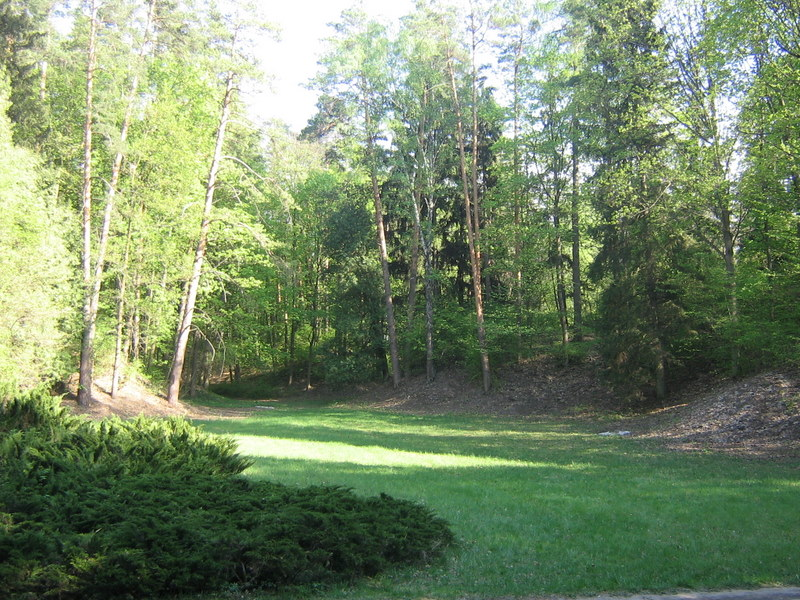
Галявина в парку. Сучасний вигляд.

Спочатку роботи з перетворення рівнинної місцевості на рельєфний ландшафт здійснювались на 5 гектарах, а згодом площу було розширено до 30 га. Керував роботами головний садівник К. Д. Шлінглоф. З метою створення гірського рельєфу на відведених ділянках частково вирубували існуючі насадження, а в місцях, де створювали високі гірки, вони ставали каркасом і повністю засипались землею. У результаті робіт, що проводили близько 30 років, створено гористий рельєф, де висота окремих гірок сягала 35 метрів. Гірки обсаджували деревами, головним чином соснами та кущовими видами. Насипання кожної гірки заввишки до 30 метрів здійснювалося по декілька років. Землю для цього добували з днищ майбутніх ставків і носили в кошиках. Важкі виснажливі роботи виконувалися вручну. Місячна платня постійних робітників становила від 3 крб. 33 коп. до 3 крб. 75 коп., сезонних — від 2 крб. 82 коп. до 4 крб. 92 коп. Не витримуючи важких умов праці, деякі сільськогосподарські робітники нерідко кидали роботу і в пошуках іншого заробітку йшли з Тростянця в інші місця. Так, у квітні 1902 року майже половина "хитромудрих" сезонних робітників, не відпрацювавши навіть завдатку, покинула економію. На вимогу Скоропадських місцевій владі вдалося розшукати частину втікачів і повернути назад.
Російський публіцист К. В. Макаров, який відвідав Тростянець у 1886 році, був свідком того, як з раннього ранку наглядачі розставляли людей ланцюжком, що тяглася від місця виїмки землі до вершини гори і назад. З кошиками, наповненими землею, людей різного віку примушували швидко рухатися вперед. Того, хто не витримував цього темпу і падав, наглядачі били батогами. Побувавши пізніше ще раз у парку, щемливий Макаров згадував: «Усе тут зачаровувало мене. Однак, коли я дивився на гілки дерев, які колисав вітер, мені здавалося, що це розсікають повітря батоги, якими колись били тих, хто зводив цей райський куточок на землі». У 1887 році земляні роботи в парку в основному були завершені, але і надалі тривало засаждення території деревами та чагарниками, головним чином рідкісних порід. Прокладалися алеї, уздовж яких встановлювалися скульптури, будувалися мости через стави, на піднесених місцях споруджувалися альтанки. До кінця XIX століття Тростянецький парк перевершував за своєю композицією найкращі західноєвропейські парки.
Згідно з подвірним переписом 1910 року в Тростянці на той час нараховувалося 23 двори, де проживали 160 осіб. На хуторах Тростянці та Таралківщині з 42 господарств 25 не мали землі, 6 — володіли наділами до 3 десятин, 13 — від 3 до 9 десятин; 25 господарств були безкінними, а 16 — не мали худоби. У той же час володіння Скоропадських становили 2600 десятин. На хуторі не було ні лікарні, ні школи.

### Післяреволюційний період і до наших днів

Файл:74-217-0135.Пам’ятний знак 35 воїнам-односельчанам, які загинули в роки Другої світової війни 1941-1945рр-1.jpg

У 1917 році у Прилуцькому повіті встановилася влада Центральної ради. 21 січня 1918 року Тростянець захопив червоногвардійський загін під командуванням І. В. Садового. Після націоналізації маєтку Скоропадських, керуючим господарством став уродженець Бережівки, солдат-більшовик Р. М. Хист. Він же був призначений головою Тростянецького ревкому. В кінці квітня того ж року російські більшовики втекли, а влада в Україні внаслідок державного перевороту перейшла до гетьмана Павла Скоропадського. За наказом гетьмана селяни в його володіннях були жорстоко покарані: у травні 1918 року 26 селян з сіл Болотниця, Васьківці, Бережівка і хуторів Тростянця, Таралківщини були повішені, багато хто після проведеної екзекуції отримали каліцтва.
Після приходу до влади Директорії, а насправді виконуючи умови Комп'єнського перемир'я, розпочався відступ з лівобережної України німецьких союзних Україні військ. Залишаючи Тростянець, німці(?) вивезли з палацу колекцію картин художника В. М. Резанова. У січні 1919 року Тростянець знову захопили більшовицькі війська, але вже 16 серпня 1919-го Тростянець опинився під владою денікінців. Остаточно частини Червоної армії окупували Тростянець в листопаді того ж року.
Після встановлення радянської влади в селищі діяв радгосп, за яким було закріплено 1436 десятин орної землі. Працювало в радгоспі 317 робітників. Ще близько 1200 десятин землі було передано селянам у одноосібне користування. Виробничими напрямками для радгоспу Наркомземом були визначені землеробство і конярство. До складу господарства входив і Тростянецький парк.
У 1922 році в селищі був відкритий медпункт, а у 1925-му — початкова школа. Доросле населення опановувало грамоту в гуртках товариства «Геть неписьменність!». В ході адміністративно-територіальної реформи 1923 року Тростянець був підпорядкований Бережівській сільраді Іваницького району. А 1932 року селище в складі Бережівської сільради Іваницького району увійшов до Чернігівської області.
У 1928 році для радгоспу «Тростянець» відбулися докорінні зміни. Раднарком СРСР прийняв постанову про перетворення ряду зернових радгоспів, у тому числі і «Тростянця», в господарства з розвиненим племінним тваринництвом і підпорядкуванні їх Наркомзему СРСР. Виробничим напрямком Тростянецького радгоспу стало вирощування молодняку великої рогатої худоби симентальської породи для м'ясо-молочних радгоспів. Поряд з цим радгосп продовжував вирощували зернові культури. За господарством було закріплено 1816 гектарів сільськогосподарських угідь, у тому числі 1424 га орної землі. Радгоспні поля обробляли 12 тракторів «Фордзон» і інша сільгосптехніка. Початок племінному стаду поклали 29 голів великої рогатої худоби симентальської породи. Впродовж двадцяти п'яти років починаючи з 1936 року радгосп очолював учасник громадянської війни З. В. Асаулюк. До 1940 року радгосп «Тростянець» став великим центром селекційно-племінної справи в Україні. На фермах утримувалося близько тисячі голів худоби. Середньорічний надій молока від кожної фуражної корови становив 3691 літр, середньодобовий приріст молодняку - 520 грамів. У землеробстві застосовувалася травопільної системи. У 1940 році з кожного гектара збирали в середньому по 18,5 центнерів зернових.
У 1932 році житлові будинки селища були підключені до радгоспної електростанції. У тому ж році почав працювати радіовузол. За даними перепису 1939 року кількість населення Тростянця склала 460 осіб. З медичних установ в селищі функціонував медпункт з трьома медпрацівниками. У 1937 році Тростянецька початкова школа була перетворена в неповну середню, де шість вчителів навчали майже 100 учнів. Діяли робочий клуб і бібліотека.
З кінця 1930-х років у Тростянецькому парку радгоспом велися роботи по акліматизації рослин нових посадок. У 1940 році парк був оголошений державним заповідником і переданий у відання Головного управління заповідників при Раднарокомі УРСР.

Тростянець. Пам'ятник засновнику парку Івану Михайловичу Скоропадському

З передачею дендропарку до Академії наук УРСР в 1951 році в його історії почався якісно новий період розвитку. Він став науково-дослідницькою установою, де вивчаються питання інтродукції та акліматизації рослин, реконструкції та відновлення паркових ландшафтів, вегетативного та генеративного розмноження інтродукованих рослин і проводиться ефективна культурно-просвітницька робота. Практично відразу після передачі в Тростянці на площі 11,4 га був створений арборетум, де зібрано майже тисячну колекцію деревних видів, різновидів і форм. Активно розвивається виробничий розсадник, де вирощуються сотні тисяч саджанців ріхноманітних видів і форм як для потреб власне дендропарку, так і для потреб зеленого будівництва. З часом дендропарк став головним виробником декоративних саджанців для північних регіонів України, а також Росії і Білорусі. Дендропарк використовується і як насіннєва база для постачання зацікавленим структурам насіння екзотичних видів.
Сьогодні Тростянецький дендропарк — пам'ятка садово-паркової архітектури середини XIX століття, дендрологічний парк Національного Ботанічного саду імені Миколи Гришка НАН України.

## Населення

### Мова
Розподіл населення за рідною мовою за даними перепису 2001 року:
| Мова            | Кількість | Відсоток |
| --------------- | --------- | -------- |
| українська      | 891       | 96.43%   |
| російська       | 21        | 2.27%    |
| білоруська      | 7         | 0.76%    |
| вірменська      | 1         | 0.11%    |
| румунська       | 1         | 0.11%    |
| інші/не вказали | 3         | 0.32%    |
| Усього          | 924       | 100%     |

## Персоналії
Тростянецький дендрологічний парк — одне з небагатьох місць України, де випадково збереглося поховання колишнього господаря парку — Івана Михайловича Скоропадського. На надгробку російською мовою напис: «Люб'язний перехожий! Сад, в якому ти гуляєш, насаджений мною. Він служив мені втіхою в моєму житті. Якщо ти помітиш безлад, який веде до знищення його, то скажи про це господареві саду: ти зробиш добро».
Дитячі роки у родовому маєтку в Тростянці провів український громадський і державний діяч, один з лідерів та ідеологів монархічного гетьманського руху, останній гетьман України Павло Петрович Скоропадський.